# Marcelo Ríos
Marcelo Andrés Ríos Mayorga (26 de dezembro de 1975, Santiago do Chile) é um ex-tenista profissional chileno, muito lembrado pelo seu forte temperamento.
Ríos foi o primeiro latino-americano a ser o número 1 mundial de tênis.
Seus maiores feitos foram a conquista de 5 Masters Series, além de vencer uma Grand Slam Cup (torneio realizado entre 1990 e 1999, com os jogadores que melhor atuaram nos Grand Slams do ano corrente) em 1998, vencendo André Agassi na final. Além disto, foi finalista do Australian Open. Marcelo Ríos também é o único tenista número 1 do ranking masculino simples sem nunca ter vencido um Grand Slam.

## Grand Slam finais

### Simples: 1 final (1 vice)
| Resultado | Ano  | Campeonato      | Piso | Oponente   | Placar        |
| --------- | ---- | --------------- | ---- | ---------- | ------------- |
| Vice      | 1998 | Australian Open | Duro | Petr Korda | 6–2, 6–2, 6–2 |

## Jogos Panamericanos

### Simples: (1 Prata)
| Posição | N. | Data | Torneio       | Piso | Oponente          | Placar                  |
| ------- | -- | ---- | ------------- | ---- | ----------------- | ----------------------- |
| Prata   | 1  | 2003 | Santo Domingo | Duro | Fernando Meligeni | 7-5, 6–7(6–8), 6-7(5–7) |